# North Norfolk (Manitoba)
La municipalité de North Nortfolk est une municipalité rurale (MR) de la province canadienne du Manitoba qui s'est constituée le 1er janvier 2015 par la regroupement de la MR de North Norfolk et de la ville de MacGregor. La Loi sur les fusions municipales exigeait que les municipalités de moins de 1 000 habitants fusionnent avec une ou plusieurs municipalités voisines d'ici 2015. Le gouvernement du Manitoba a amorcé ces fusions afin que les municipalités respectent l'exigence de population minimale de 1 000 habitants en 1997 pour constituer une municipalité. 

## Tourisme
On retrouve à North Norfolk, le Musée de l'agriculture du Manitoba (en), musée didiée à la machinerie agricole d'avant 1900. Le musée est situé à 3 km sud du village d'Austin (en). On y retrouve le château d'eau MacGregor de la Canadian Pacific Railway, désignée site municipal du patrimoine en 2013 par la municipalité.